# 筑波山神社

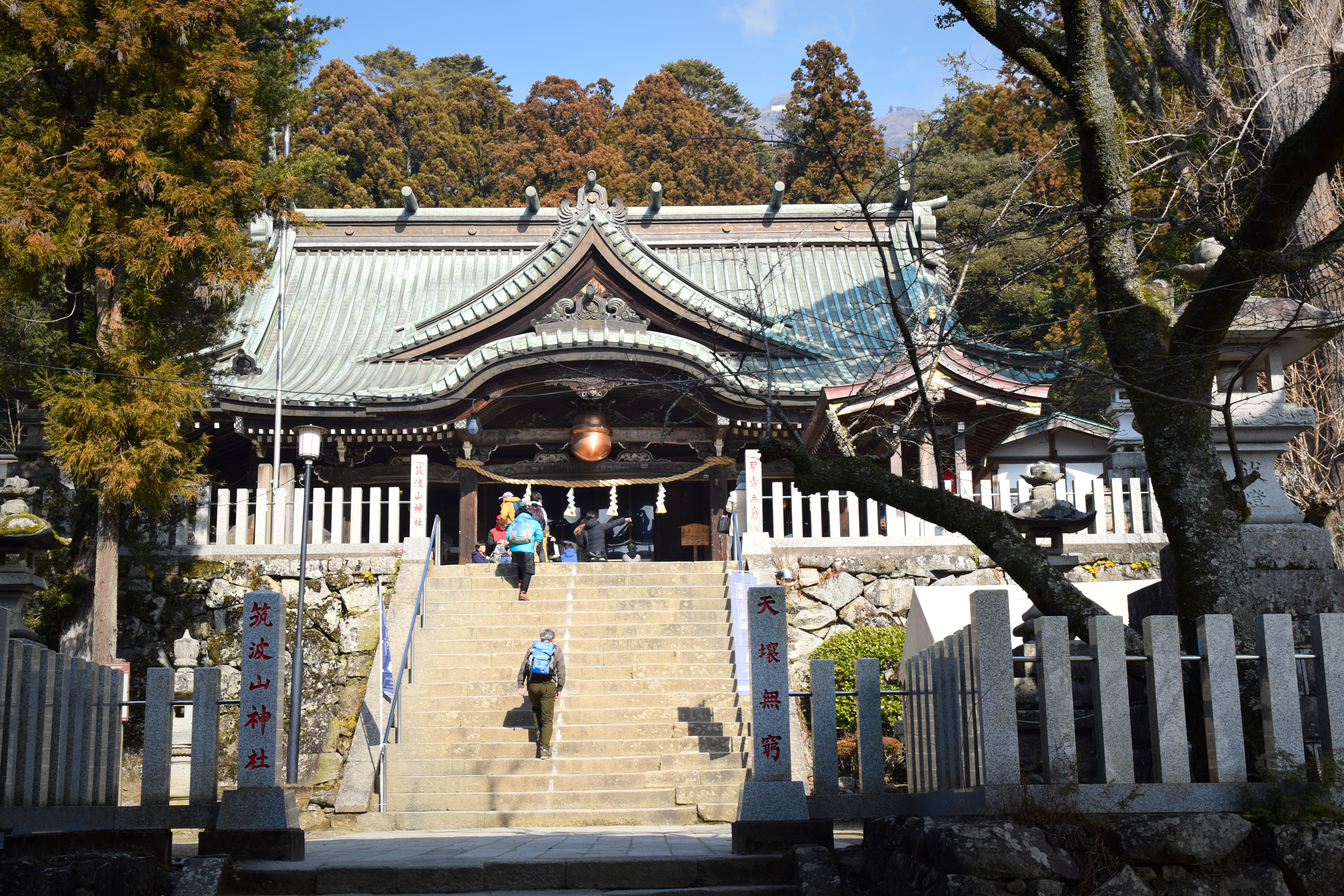
筑波山神社拜殿

筑波山神社是位於日本茨城縣筑波市的神社。

## 主要社殿
- 男體山本殿 (36°13′32.50″N 140°5′54.70″E / 36.2256944°N 140.0985278°E)
- 女體山本殿 (36°13′31.67″N 140°6′23.97″E / 36.2254639°N 140.1066583°E)
- 拜殿 (36°12′49.25″N 140°6′4.72″E / 36.2136806°N 140.1013111°E)

## 外部連結
- 筑波山神社 （页面存档备份，存于）（日語）